# Henri de Braekeleer

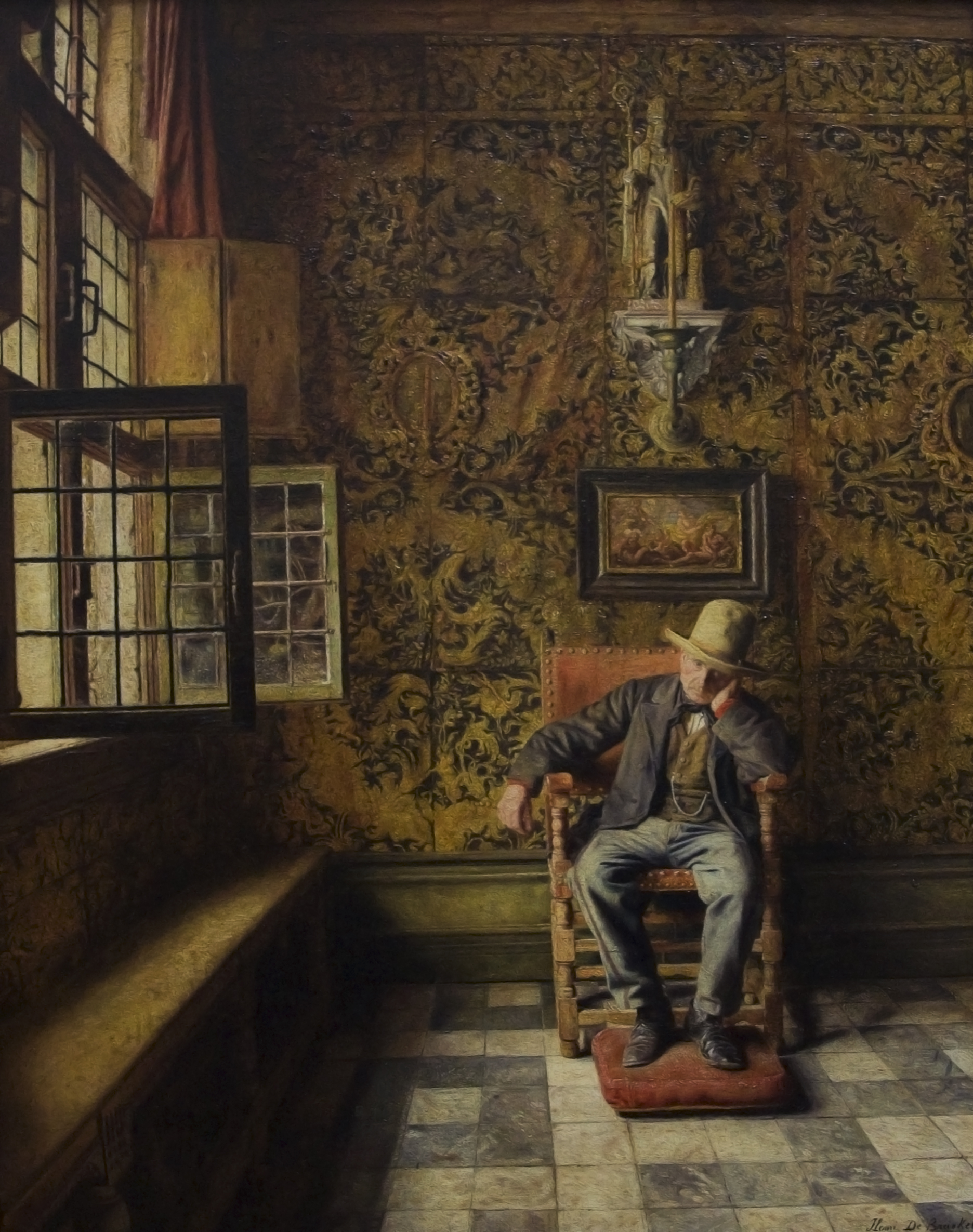
L'uomo sulla sedia, 1876. (Koninklijk Museum voor Schone Kunsten, Anversa).

Henri de Braekeleer (Anversa, 1840 – Anversa, 1888) è stato un pittore belga.

## Biografia
La sua formazione artistica fu eseguita sotto la guida del padre Ferdinand (1792-1883), pittore noto per le sue scene storiche e di genere e da suo zio, Henri Leys, il quale ebbe una notevole influenza nella fase giovanile di Henri, indirizzandolo verso i modelli classici della pittura olandese seicentesca.
Viaggiò nei Paesi Bassi e in Germania, dove ricevette l'influenza di Pieter de Hooch e Jan Vermeer.
Nel 1869, firmò un contratto con il mercante d'arte belga Gustave Coûteaux: la loro associazione durò fino al 1876, un anno segnato anche dalla morte dello zio Henri Leys. Questo è il periodo più produttivo della sua vita artistica: raggiunse notorietà e ricevette una medaglia d'oro al Salon di Bruxelles nel 1872 per Il geografo e La lezione.
È stato ancora una volta premiato con una medaglia d'oro all'Esposizione internazionale di Vienna nel 1873 per lo Studio dell'artista e la Celebrazione del compleanno della nonna (i due dipinti sono ora nel Museo di Belle Arti di Bruxelles).
Morì ad Anversa a soli 48 anni.

## Produzione e stile artistico

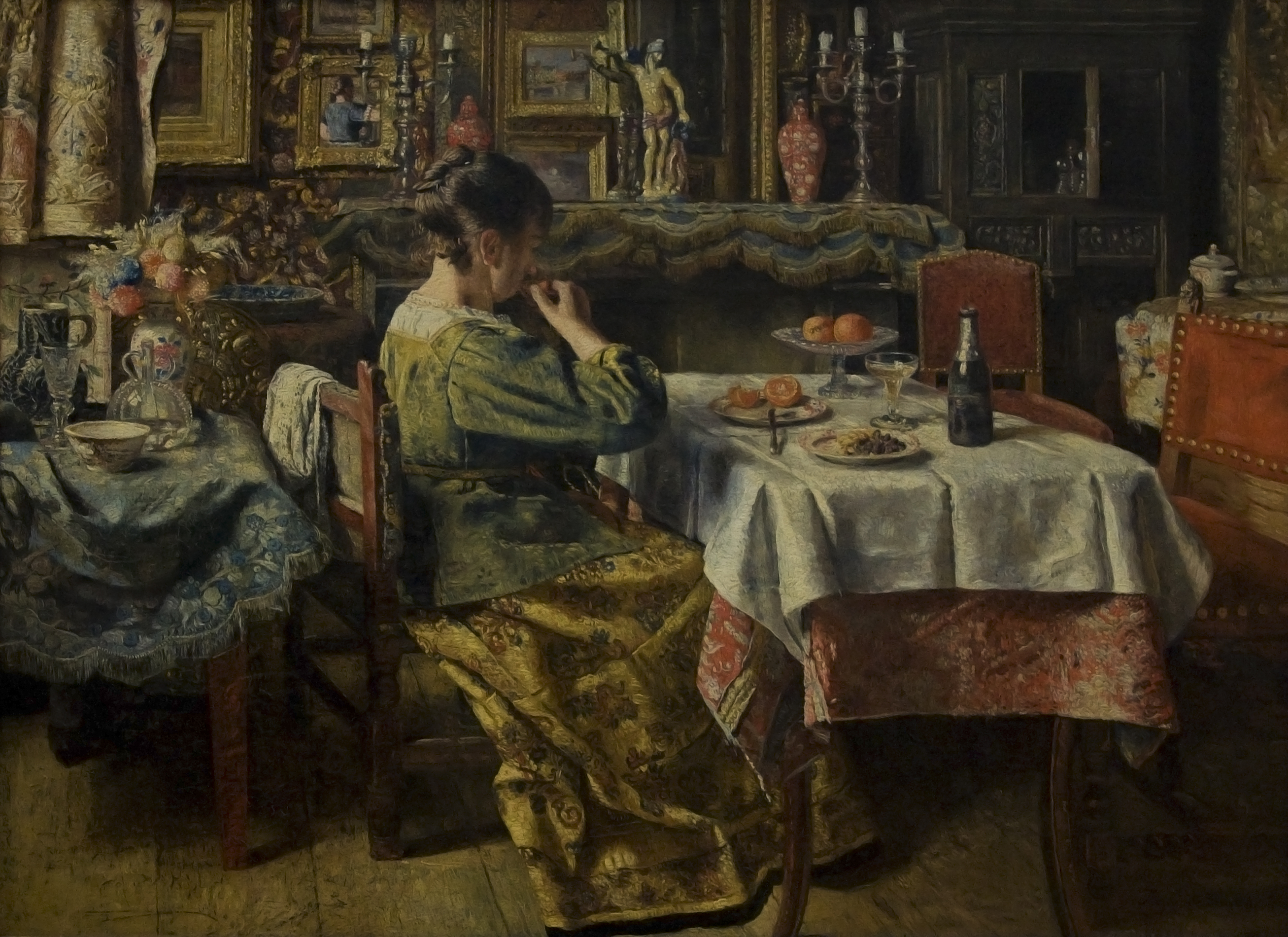
Il pasto, 1885 (Koninklijk Museum voor Schone Kunsten, Anversa).

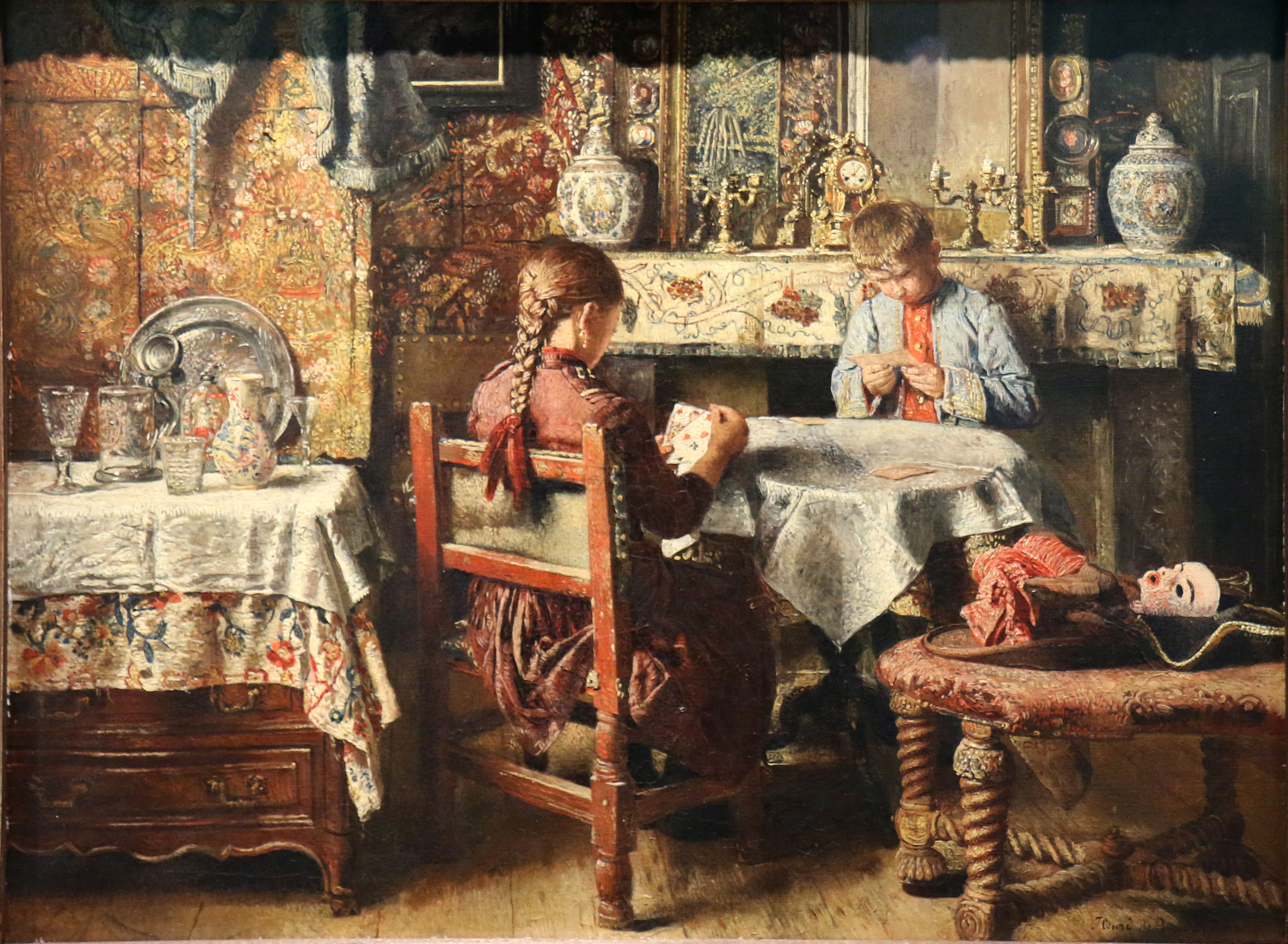
La partita a carte, 1887 (Museo reale delle belle arti del Belgio, Bruxelles).

Come gran parte degli esponenti della scuola fiamminga ottocentesca, Henri non sfuggì alla tentazione di riproporre, sia sotto la veste romantica sia sotto quella realistica, una pittura appartenente al passato. La sua chiave di riuscita pittorica consistette nell'evitare di indugiare eccessivamente nelle tematiche sociali e negli elementi esteriori realistici, per manifestare invece una lirica coinvolgente delle cose, attraverso particolari luci, colori e disegni.
Fu autore soprattutto di nature morte e la frutta fu uno dei suoi soggetti preferiti. Dipinse anche alcuni ritratti, ma con risultati non all'altezza del resto della sua produzione.
La sua vivace tavolozza e i suoi robusti impianti coloristici ne fecero uno degli artisti olandesi più interessanti dell'epoca.
Fra le sue opere si ricordano Il fiammiferaio (1860), Il calzolaio (1861), Il giardino dell'orticultore (1874), seguite in fase più matura da Il vasaio, La bancarella e La casa dei barcaroli (1878).
Fu anche incisore di paesaggi e vedute di notevole fattura.

## Opere in musei di rilievo
A De Braekleer è dedicata un'intera sala del Museo reale delle belle arti di Bruxelles, con 22 oli ed un acquarello, fra i quali Le géographe (1871), Intérieur de la maison hydraulique, La Vue de la ville d'Anvers, Les nèfles e La partita a carte, ultimo quadro del pittore.
Nel Koninklijk Museum voor Schone Kunsten (Museo reale di belle arti) di Anversa si trovano 13 suoi dipinti (fra cui L'uomo sulla sedia e Il pasto) e 40 fra disegni ed acquarelli.